# ورزش در دانمارک

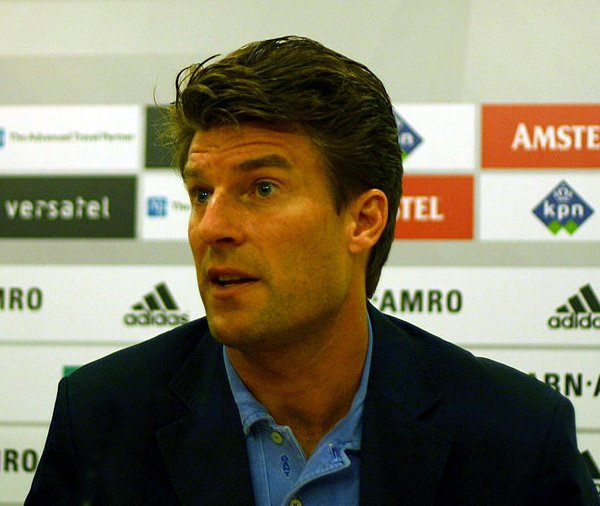
مایکل لادروپ، بهترین فوتبالیست دانمارکی تاریخ از سوی اتحادیه فوتبال دانمارک انتخاب شده است.

ورزش در دانمارک بسیار گوناگون است و ورزش‌های ملی دنبال می‌شود. ورزش باشگاهی بیشتر در رشته فوتبال است که بارزترین نتایج آنها کسب ۶ بار سهمیه متوالی مسابقات قهرمانی اروپا (۱۹۸۴–۲۰۰۴) و کسب عنوان قهرمانی در جام ملت‌های اروپا ۱۹۹۲ است. از دیگر دستاوردهای مهم می‌توان به قهرمانی در جام کنفدراسیون‌ها در سال ۱۹۹۵ و رسیدن به یک چهارم نهایی جام جهانی فوتبال ۱۹۹۸ اشاره کرد. سایر ورزش‌های محبوب در این دانمارک عبارتند از: هندبال، ورزش‌های الکترونیکی، دوچرخه‌سواری، ورزش‌های قایقرانی، بدمینتون، هاکی روی یخ، شنا و اخیراً گلف.
ورزش در مدرسه تشویق و ترویج می‌شود و باشگاه‌های ورزشی محلی در همه شهرها و بیشتر شهرها وجود دارد. استادیوم ملی فوتبال، استادیوم پارکن است.

## ورزش‌های پرطرفدار

کارولین وزنیاکی، تنیس باز حرفه ای زنان اهل دانمارک

### فوتبال
فوتبال محبوب‌ترین ورزش در دانمارک است که بیش از ۳۱۳۰۰۰ بازیکن در بیش از ۱۶۰۰ باشگاه دارد. تیم ملی فوتبال دانمارک به نتایج بالا و قابل توجهی مانند کسب سهمیه مسابقات قهرمانی یوفا شش بار متوالی (۱۹۸۴–۲۰۰۴) و قهرمانی در مسابقات قهرمانی یوفا در سال ۱۹۹۲ دست یافته است. از دیگر دستاوردهای مهم می‌توان به قهرمانی در جام کنفدراسیون‌ها در سال ۱۹۹۵ و رسیدن به یک چهارم نهایی جام جهانی ۱۹۹۸ اشاره کرد.
تیم ملی فوتبال دانمارک در مه ۱۹۹۷ به رتبه ۳ در رده‌بندی فیفا و رتبه ۱ در سیستم رده‌بندی برای فوتبال جهان در (۱۹۱۲–۱۹۲۰) رسید. لیگ برتر فوتبال دانمارک سوپر لیگ دانمارک نام دارد. قهرمان فعلی (فصل ۲۰۲۲/۲۰۲۳) اف سی کپنهاگ است. از بازیکنان مشهور سابق سوپر لیگ می‌توان به پر نیلسن، جیمی نیلسن، مایکل هانسن، مونس کرو، دانیل آگر و یسپر گرونیائر اشاره کرد. لیگ سطح دوم، لیگ دسته اول فوتبال دانمارک است و پس از آن لیگ دسته ۲ دانمارک و لیگ دسته سوم قرار دارند.
تمامی باشگاه‌های چهار لیگ اول مجاز به استفاده از بازیکنان حرفه ای هستند. لیگ برتر فوتبال زنان دانمارک کویندلیگان است. HEI Aarhus با ۱۰ عنوان موفق‌ترین تیم است.

### هندبال
دانمارک سابقه طولانی در هندبال دارد و منشأ این ورزش دانمارک است. هندبال یکی از محبوب‌ترین سرگرمی‌های دانمارک است که فقط فوتبال از آن فراتر رفته است. بیش از ۱۴۶۰۰۰ بازیکن هندبال دارای مجوز در دانمارک وجود دارد. هر دو تیم ملی مردان و زنان به رتبه‌های بالای بین‌المللی رسیده‌اند.

### هاکی روی یخ
تیم ملی هاکی روی یخ مردان دانمارک از سال ۲۰۰۳ در بهترین دسته قرار دارد. تیم ملی هاکی دانمارک دو شکست تاریخی و غیرمنتظره را در تامپره فنلاند به ثمر رساند و در ۲۶ آوریل ۲۰۰۳ با نتیجه ۵–۲ ایالات متحده را شکست داد و شش روز بعد در ۲ می ۲۰۰۳ کانادا را ۲–۲ کرد. دانمارک در مسابقات قهرمانی جهان ۲۰۱۰ مقام هشتم را به دست آورد که بهترین جایگاه آنها تا به امروز است. تیم ملی هاکی روی یخ مردان دانمارک و تیم ملی هاکی روی یخ زنان دانمارک هر دو در حال حاضر در رتبه ۱۰ رتبه‌بندی جهانی IIHF هستند. در سال ۲۰۱۸ دانمارک میزبان مسابقات جهانی IIHF 2018 بود و هرنینگ و کپنهاگ، پایتخت دانمارک شهرهای میزبان بودند.

### بدمینتون
دانمارک قوی‌ترین کشور در ورزش بدمینتون اروپا است. بازیکنان دانمارکی از سال ۱۹۷۷ تاکنون ۱۱ مدال طلا در مسابقات جهانی، ۶۳ مدال طلا در مسابقات قهرمانی بدمینتون اروپا از سال ۱۹۶۸ و ۱۹ مدال در جام ملت‌های اروپا از سال ۱۹۷۸ کسب کرده‌اند. تیم ملی بدمینتون دانمارک قهرمان جام توماس ۲۰۱۶ شده است و ۸ بار در جام توماس، سه بار در جام اوبر و دو بار در جام سودیرمن نایب قهرمان شده است.

### تنیس
از کارولین وزنیاکی به عنوان بهترین تنیسور زن دانمارکی در تاریخ یاد می‌شود. او شماره ۱ سابق در رده‌بندی جهانی است که به مدت ۷۱ هفته در این رده قرار داشت. او اولین زن اسکاندیناویایی بود که در رتبه‌بندی برتر و بیستمین رتبه کلی قرار می‌گرفت. کارولین تا مارس ۲۰۱۸ برنده مسابقات آزاد استرالیا ۲۰۱۸ و ۲۷ عنوان انفرادی WTA از جمله فینال‌های WTA 2017 (و ۵۲ فینال) شده است و در حال حاضر در رده‌بندی دوم WTA قرار دارد.

## بازی‌های المپیک
دانمارک برای اولین بار در بازی‌های المپیک سال ۱۸۹۶ شرکت کرد و از آن زمان تاکنون ورزشکارانی را برای شرکت در هر بازی المپیک تابستانی اعزام کرده است. دانمارک همچنین از سال ۱۹۴۸ چندین بار در بازی‌های المپیک زمستانی شرکت کرده است. برترین ورزش مدال ساز برای دانمارک، قایقرانی است. دانمارک تنها یک مدال در بازی‌های زمستانی در کرلینگ در بازی‌های المپیک زمستانی ۱۹۹۸ کسب کرده است. کمیته ملی المپیک دانمارک در سال ۱۹۰۵ ایجاد شد.

### بازی‌های المپیک تابستانی
۱۸۹۶ •  ۱۹۰۰ •  ۱۹۰۴ •  ۱۹۰۸ •  ۱۹۱۲ •  ۱۹۲۰ •  ۱۹۲۴ •  ۱۹۲۸ •  ۱۹۳۲ •  ۱۹۳۶ •  ۱۹۴۸ •  ۱۹۵۲ •  ۱۹۵۶ •  ۱۹۶۰ •  ۱۹۶۴ •  ۱۹۶۸ •  ۱۹۷۲ •  ۱۹۷۶ •  ۱۹۸۰ •  ۱۹۸۴ •  ۱۹۸۸ •  ۱۹۹۲ •  ۱۹۹۶ •  ۲۰۰۰ •  ۲۰۰۴ •  ۲۰۰۸ •  ۲۰۱۲ •  ۲۰۱۶

## لیگ‌های ورزشی
- سوپر لیگ فوتبال دانمارک